# Невали-Чорі
37°31′06″ пн. ш. 38°36′20″ сх. д. / 37.518333333333° пн. ш. 38.605555555556° сх. д.

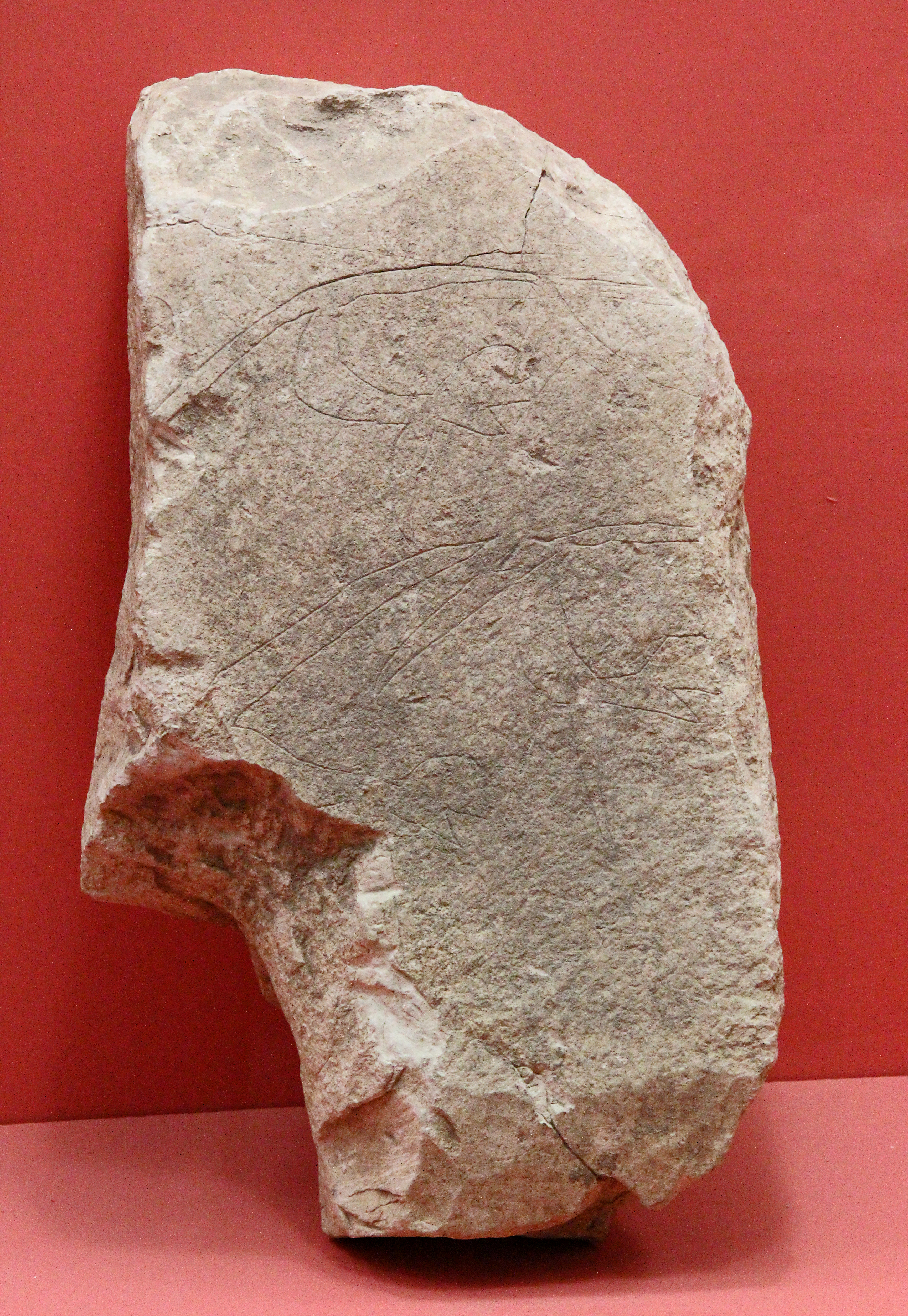
Фрагмент неолітичного мистецтва з Невалі-Чорі із зображенням сценки полювання

Невали-Чорі (поширені також написання Невалі-Корі, Невалі-Чорі, тур. Nevalı Çori) — ранньонеолітичне поселення у Північній Месопотамії (зараз — південно-східна Туреччина). Розташоване на річці Євфрат біля підніжжя гір Тавру. Містить стародавні храми і монументальну скульптуру. Дослідження поряд з храмовим комплексом Гебеклі-Тепе істотно змінили сучасні уявлення про ранній неоліт  Близького Сходу.

## Археологія
Дослідження проводилися з1983 по 1991 рік у зв'язку із запланованим створенням водосховища.

## Датування
Судячи по характерних кременевих наконечниках стріл, поселення відноситься до культури PPNB. Тип будівель також характерний для PPNB: прямокутні споруди з системою каналів під будівлями, аналогічні знайденим раніше в Чайоню. За даними  радіовуглецевого аналізу, друга половина IX тисячоліття до н. е., що також відповідає спорудам в Чайоню та іншим поселеннях культури PPNB. Найдавніший шар відносять до Х тисячоліття до н. е., що відповідає самому раннього періоду PPNB.

## Будинки
Поселення складається з п'яти рівнів. У них було знайдено рештки 23 довгих прямокутних споруд з двох-трьох паралельних ліній кімнат. До них приєднуються структури, утворені проєкціями стін, які вважають житловими приміщеннями. Глибокий багатошаровий фундамент складний з великих обтесаних каменів, щілини між якими заповнені дрібнішим камінням. Через кожні 1-1,5 м в фундаменті прокладено канали, що проходять під прямим кутом до головної осі будівлі, перекриті зверху плоскими каменями, але відкриті з боків. Їх призначення невідоме, це могла бути дренажна система або повітроводи для охолодження і аерації будинків.
У північно-західній частині поселення розташований культовий комплекс, в якому розрізняють три послідовних археологічних шари. Два верхніх мають цементну підлогу, яка в найдавнішому шарі не збереглася. Аналогічне покриття підлоги відомо в Гебеклі-Тепе і Чайоню. У стіни вмонтовано колони, схожі на такі ж в Гебеклі-Тепе, і дві окремо стоячі колони 3 м заввишки розташовані в центрі храму. Стелі імовірно були легкими і плоскими.

## Скульптура
У приміщеннях знайдено численні скульптури з вапняку, включаючи людські голови з пучком волосся. Крім них є зображення птахів, на деяких колонах вирізаний рельєф, в якому помітні людські руки. Подібні зображення зустрічаються в Гебеклі-Тепе.
Крім кам'яних скульптур знайдено кілька сотень фігурок людей близько 5 см у висоту з обпаленої глини, що вказує на використання кераміки в сакральних цілях ще до появи глиняного посуду.

## Поховання
Деякі будівлі містять рештки людських черепів і неповних скелетів.

#### Ресурси Інтернету
- Halvo-Projekt Nevali Çori